# Рајмондс Вејонис
Рајмондс Вејонис (рођен 15. јуна 1966) је бивши председник Летоније, који је на функцији био од 2015. до 2019. године. Члан је Летонске зелене партије, која је део Уније зелених и пољопривредника. Био је министар заштите животне средине и регионалног развоја Летоније од 2002-2011. године. Године 2003, ресор регионалног развоја је постао посебно министарство, а он је функцију наставио као министар заштите животне средине. Постао је министар одбране 2014. године. На тој функцији је остао до именовања за председника Летоније.

## Детињство, младост и каријера
Рајмондс је рођен 15. јуна 1966. године у Области Песков од оца Летонца и мајке Рускиње. У то време, његов отац је био на војној служби у овом руском региону. Одрастао је у Саркани, а школовао се у оближњем граду Мадони. Вејониса је почела да занима заштита животне средине, јер је његов деда радио на пројектима заштите околине у СССР. Дипломирао је 1989. на Биолошком факултету Универзитета Летоније, а магистрирао је 1995. године. Током студирања је радио као професор биологије у Мадони, а потом је био заменик директора Регионалног одбора за животну средину Мадоне. Од 1990. до 1993. године је био члан Градског већа Мадоне. У периоду до 2002. године је био директор Регионалног одбора за животну средину Мадоне, члан Управног одбора Луке Скулте и Владин представник у фирми за управљање отпадом Гетлини Еко.

## Политичка каријера
Именован је за министра заштите животне средине и регионалног развоја 2002. године. Изабран је за председника Летоније, 3. јуна 2015. године. За њега је гласало 55 од 100 посланика Сејма. У свом инаугурационом говору је изјавио да ће осигурати безбедност Летоније и заштитити животну средину. Он је први шеф државе у Европској унији који долази из Зелене странке. Након парламентарних избора 2018. године Вејонис је морао да изабере новог мандатара. Након што су га одбили представници Нове конзервативне странке, он је за мандатара предложио Алдиса Гобземса из популистичке странке Ко поседује државу. Дао му је рок од 2 недеље да формира Владу.

## Лични живот
Рајмондс течно говори руски, енглески и летонски језик. Ожењен је и има двоје деце. Исповеда балтички неопаганизам.
Дана 18. јануара 2016. године је хоспитализован. Прво је примљен у Клинику за токсикологију и сепсу Клиничке универзитетске болнице у Риги, али је дан касније пребачен у Центар за кардиологију Клиничке универзитетске болнице "Паулс Страдниш". У почетку је портпарол председника говорио да је у питању вирусна инфекција, али су независни медицински стручњаци потврдили да он има инфективни ендокардитис. Два дана након пријема је подвргнут хитној хируршкој интервенцији на отвореном срцу како би се уклонио извор инфекције, а оштећени срчани вентил је замењен вештачким. Узрок болести је била неправилно лечена упала крајника. У фебруару је председник напустио болницу и подвргнут је физикалној терапији у Националном центру за рехабилитацију "Вајвари". Председник је најавио да неће радити за време болести, али се након више од два месеца опоравка вратио својим дужностима, 30. марта 2016.
Носилац је 3 највиша одликовања Летоније и највиших одликовања Естоније, Немачке, Исланда, Италије, Холандије и Украјине.